# Kereknye
Kereknye (ukránul: Коритняни [Koritnyani]) falu Ukrajnában, Kárpátalján, az Ungvári járásban.

## Fekvése
Kereknye Ungvártól 9 km-re, Császlóc és Kincseshomok szomszédságában terül el.

## Története
A tatárok által elpusztított, majd később a császári csapatok által sem kímélt magyar faluban a 18. században jelennek meg a görögkatolikus vallású ruszinok.
A 18. század végén Vályi András így ír róla: „KEREKNYE. Orosz falu Ungvár Várm. földes Ura a’ K. Kamara, lakosai katolikusok, és ó hitűek, fekszik Ungvárhoz más fél mértföldnyire, határbéli földgye jó termékenységű, vagyonnyai jelesek, és külömbfélék, el adásra alkalmatos módgyok van.”
Fényes Elek 1851-ben kiadott geográfiai szótárában így ír a faluról: „Keregnye helyesebben Kereknye, Ungh v. orosz falu, Ungvárhoz délre 1 mfldnyire: 18 romai, 618 g. kath., 32 ref., 14 zsidó lak. Gör. kath. parochia. Jó határ. Erdő. Itt lovasság szokott tanyázni. F. u. a kamara.”
A trianoni békéig Ung vármegye Ungvári járásához tartozott. Ekkor Csehszlovákiához csatolták. 1938–44 között visszakerült Magyarországhoz.
1945-ben Szovjetunióhoz csatolták a települést. 1991 óta Ukrajnához tartozik. 2020-ig közigazgatásilag hozzá tartozott Kincses.

## Népesség
Kereknye lakossága mára teljesen elukránosodott.
- 1910 – 843 fő
- 1940 – 841 fő, ebből magyar 430 fő
- 1969 – 946 fő
- 1989 – 1500 fő, ebből magyar 200 fő

| 2001 | 1 591 |

A népesség anyanyelv szerinti megoszlása a teljes népesség %-ában (2001)

## Külső hivatkozások
- SzSzKSz topográfiai térképe
- Ung vármegye domborzati térképe és leírása
- Ung vármegye közigazgatási térképe
- Magyarország helységnévtárai, 1873–1913